# Saanen (raza caprina)
La Saanen es una raza caprina lechera originaria de Suiza. Su largo período de lactación le ha dado una difusión masiva entre las razas caprinas.

## Historia de la raza
La raza es originaria del valle de Saanen en el cantón de Berna, en Suiza y a partir de 1893 se ha extendido por el mundo, pudiéndose afirmar que es la mejor raza caprina lechera de la actualidad.

### Importación en Argentina
En la República Argentina se han registrado varias importaciones de animales Saanen, los cuales han sido distribuidos por las distintas provincias del país. En 1922 se importaron animales de razas Saanen y Toggenburg, los cuales fueron destinados a la zona céntrica del país; posteriormente se trajeron animales Saanen procedentes de Holanda, que fueron enviadas a la provincia de La Rioja, que vinieron acompañadas de animales de raza Nubia, de Canadá, y Anglo Nubia, de Gran Bretaña, que fueron llevados a la provincia de Córdoba.
En la década de 1960 se importaron animales de las razas Toggenburg, Anglo Nubia, Alpina y Saanen, traídas desde Brasil a Santiago del Estero con el objetivo de incrementar el crecimiento de las cabras criollas, mediante una mejora en las cualidades maternas. Estas razas no tuvieron un gran éxito en la producción de leche, excepto la Anglo Nubia, ya que su objetivo era mejorar la calidad de la carne de las cabras criollas, utilizándoselas posteriormente para la obtención de leche.

## Características

### Físicas
Los animales de la raza son de color blanco o crema y poseen un pelaje corto y espeso, una piel fina y mucosas con tonalidades rosadas; pueden tener pequeñas manchas negras en la nariz, en los ojos, en los párpados, en las orejas y en la ubre. Las orejas son medianas y erectas, con una ligera inclinación hacia delante, mientras que la cabeza es grande. Pueden tener cuernos o no, que son pequeños y tienen una forma similar a la de un sable, aunque también pueden ser mochos (los animales puros seleccionados siempre son mochos). El cuerpo de los animales es delgado y tiene un aspecto huesudo.
Los animales son precoces y poseen un gran desarrollo y rusticidad. Su tamaño es muy variable, ya que en cada zona donde ha sido criada la selección ha sido diferente, pero generalmente los animales son altos y pesados: las hembras tienen una alzada 75 a 85 centímetros y un peso de 50 a 70 kilogramos, mientras que los machos miden entre 85 y 90 centímetros y su peso ronda los 100 kilos; los cabritos recién nacidos pesan 3,5 kilogramos.
Las hembras poseen una tasa de proliferación que ronda los 1,8 cabritos por parto; sin embargo, este dato puede variar debido a la selección realizada. Estos cabritos presentan una cantidad de masa ósea considerable y engordan bien.
Tienen un tamaño mediano a grande y ambos sexos poseen barba. Su crianza es mejor en climas templados y templados fríos, debido a que son sensibles al exceso de luz solar.

### Productivas
El período de lactación de la raza Saanen es muy prolongado, alcanzando un promedio de cuatro a seis litros diarios; hacia el final de su vida productiva, se totaliza un promedio de entre seiscientos y mil litros de leche. Esta leche tiene, en promedio, un 3,5% de materia grasa.
El Instituto Nacional de Tecnología Agropecuaria (INTA) de la Argentina realizó un estudio en los años 1999-2000 que señalaba que en un período de lactancia de doscientos ochenta y tres días se produjeron 657 litros de leche, con un rango entre 300 y 920 litros.